# Band on the Run (Lied)
Band on the Run (deutsch „Bande auf der Flucht“) ist ein Lied der britischen Musikgruppe Wings, das 1974 als Single A-Seite der veröffentlicht wurde. Es war die achte Single der Wings, in Deutschland die neunte. Komponiert wurde es von Paul McCartney und Linda McCartney. Es war die dritte Singleveröffentlichung von Paul McCartney nach dessen Trennung von den Beatles, die Platz eins in den US-amerikanischen Charts erreichte.

## Hintergrund
In einem Interview aus dem Jahr 1973 erklärte McCartney, dass der Text „if we ever get out of here“ von einer Bemerkung von George Harrison während eines der vielen Geschäftstreffen der Beatles inspiriert wurde. McCartney sagte dazu: „Er sagte, dass wir alle in gewisser Weise Gefangene seien [aufgrund der anhaltenden Probleme mit ihrer Firma Apple] ... Ich dachte, es wäre eine schöne Art, ein Album zu beginnen.“
McCartney plante, das neue Album Band on the Run außerhalb Großbritanniens aufzunehmen und hatte sich für ein EMI-Aufnahmestudio in Lagos, Nigeria entschieden. Rund eine Woche vor dem Abflug nach Lagos eskalierte die schlechte Stimmung im Aufnahmestudio und Henry McCullough stieg aus der Band aus. Denny Seiwell gab seinen Ausstieg aus der Band am Tag des geplanten Abflugs nach Lagos am 9. August 1973 bekannt. Nur noch zu dritt, nahm das verbliebene Trio acht Lieder in Nigeria auf, darunter auch Band on the Run. Da ihnen die Demotonbänder in Nigeria geraubt wurden, musste die Lieder aus dem Gedächtnis rekapituliert werden.
Das Lied Band on the Run besteht musikalisch aus drei Teilen. Der Song beginnt mit der Einkerkerung der Bande, die „in diesen vier Wänden feststeckt“, mit einer ruhigen Melodie. Der rockige zweite Teil verwendet Harrisons Zitat „If we ever get out of here“ als zentrales Thema, es ist der kürzeste Abschnitt des Liedes, der weniger als eine Minute dauert. Der dritte und letzte Abschnitt ist der längste und beschreibt die „Bande“, wie sie aus dem Gefängnis und vor Autoritätspersonen flieht: dem Gefängniswärter (der das Gesetz vertritt), einem Matrosen (Sailor Sam ist auch eine Figur aus dem Comic Rupert Bear), einem Bestatter und einem Bezirksrichter, während im Dorf eine Glocke läutet, um die Bewohner auf den Gefängnisausbruch aufmerksam zu machen.
Für Band on the Run wurde 1974 ein Musikvideo gedreht, der Regisseur war Michael Coulson. Das Video ist eine Hommage an die Beatles und enthält Montagen von Standbildern aus ihrer Karriere, die Gruppenmitglieder der Wings wurden nicht gezeigt.
Die Single Band on the Run erreichte Platz drei in Großbritannien, Platz 22 in Deutschland und in den USA Platz eins in den jeweiligen Charts. Somit war es die achte Top-Ten-Single in den USA und die siebte in Großbritannien für Paul McCartney. Die Single wurde von der RIAA mit einer Goldenen Schallplatte ausgezeichnet, für mehr als eine Million verkaufter Exemplare in den USA.
Band on the Run gehörte bei den Wings und dann bei Paul McCartneys Liveauftritten zum Standardrepertoire.

## Aufnahme
Band on the Run wurde von den Wings zwischen dem 1. und 23. September 1973 in den EMI Studios in Lagos in Nigeria mit Paul McCartney als Produzenten aufgenommen. Geoff Emerick war der Toningenieur der Aufnahmen. Während der Aufnahmen hatten sie mit unterschiedlichsten Widrigkeiten zu kämpfen: Das EMI-Studio in Apapa im nigerianischen Bundesstaat Lagos war spartanisch eingerichtet und besaß veraltete Technik, so zogen McCartney, Toningenieur Geoff Emerick und andere selbst Trennwände ein, um verschiedene Instrumente überhaupt auf getrennten Spuren aufnehmen zu können. Das Studio befand sich neben einem lauten Presswerk, und der Bau war noch nicht abgeschlossen. Das Mischpult war defekt und die einzigen Mikrofone waren ein Set, das in einem Pappkarton in einem Schrank gefunden wurde.
Overdub Aufnahmen erfolgten im Oktober in den AIR Studios in London. Die Abmischung erfolgte Ende Oktober/Anfang November in den Kingsway Studios in London.
Besetzung:
- Paul McCartney: Gesang, Akustikgitarre, Bassgitarre, Schlagzeug, Elektrisches Klavier
- Linda McCartney: Moog-Synthesizer, Hintergrundgesang
- Denny Laine: E-Gitarre, Akustikgitarre, Hintergrundgesang
- Tony Visconti: Orchestrierung
- Beaux Arts Orchestra: Streicher, Blasinstrumente

## Kommerzieller Erfolg

### Chartplatzierungen
| ChartsChartplatzierungen       | Höchstplatzierung | Wochen |
| ------------------------------ | ----------------- | ------ |
| Deutschland (GfK)              | 22 (9 Wo.)        | 9      |
| Vereinigte Staaten (Billboard) | 1 (18 Wo.)        | 18     |
| Vereinigtes Königreich (OCC)   | 3 (11 Wo.)        | 11     |

| ChartsJahrescharts (1974)      | Platzierung |
| ------------------------------ | ----------- |
| Vereinigte Staaten (Billboard) | 22          |

### Auszeichnungen für Musikverkäufe
| Land/Region               | Auszeichnungen für Musikverkäufe (Land/Region, Auszeichnung, Verkäufe) | Verkäufe  |
| ------------------------- | ---------------------------------------------------------------------- | --------- |
| Neuseeland (RMNZ)         | Platin                                                                 | 30.000    |
| Vereinigte Staaten (RIAA) | Gold                                                                   | 1.000.000 |
| Insgesamt                 | 1× Gold · 1× Platin ·                                                  | 1.030.000 |

Hauptartikel: Paul McCartney/Auszeichnungen für Musikverkäufe

## Veröffentlichung
- Das Album Band on the Run wurde am 5. Dezember 1973 in den USA und am 7. Dezember in Großbritannien veröffentlicht, das Album enthält die Single Band on the Run.
- Am 8. April 1974 wurde in den USA, und am 1. Juni in Deutschland die Single Band on the Run / Nineteen Hundred and Eighty Five[7] veröffentlicht; in Großbritannien und Spanien erschien am 28. Juni 1974 die Single Band on the Run / Zoo Gang,[8] wobei Zoo Gang bis dato unveröffentlicht war. Die Single Band on the Run erschien in den USA als Promotionsingle in zwei verschiedenen Versionen: die erste enthielt eine gekürzte Version in Mono und Stereo,[9] die zweite Single enthält dagegen die gekürzte Monoversion und die ungekürzte Stereoversion des Liedes Band on the Run.[10] Ursprünglich plante Paul McCartney, keine Singles aus dem Album Band on the Run zu veröffentlichen. Er wurde jedoch von Capitol-Records-Promoter Al Coury davon überzeugt, Singles aus dem Album zu veröffentlichen, was zur Single-Veröffentlichung von Jet und Band on the Run führte.
- Im Dezember 1980 wurde bei Columbia Records in den USA folgende Single wiederveröffentlicht: Band on the Run / Helen Wheels.[11]
- Im März 1999 wurde die CD, von Greg Calbi und Geoff Emerick erneut in den Sterling Sound Studios remastert, unter dem Titel Band on the Run: 25th Anniversary Edition. Es enthält zusätzlich folgende Versionen von Band on the Run: Paul McCartney (Dialogue Intro) / Band on the Run (Nicely Toasted Mix), Band on the Run (Original) / Paul McCartney (Dialogue link 1), Band on the Run (Barn Rehearsal – 21st July 1989), Band on the Run (Nicely Toasted Mix) / Paul McCartney (Dialogue Link 17), Band on the Run (Northern Comic Version)[12]
- Im November 2010 wurde Band on the Run, zum dritten Mal remastert, von dem Musiklabel Hear Music/Concord Music Group als Teil der Paul McCartney Archive Collection veröffentlicht. Die Special Edition enthält eine Version Band on the Run, die von dem 1974er Video One Hand Clapping stammt.[13]
- Im Januar 2011 wurde Maybe I’m Amazed / Band on the Run in orangefarbenem Vinyl und mit einer von McCartney gesprochenen Einleitung als Jukebox-Single veröffentlicht.[14]
- Am 2. Februar 2024 wurde das Album Band on the Run aus Anlass des 50-jährigen Jubiläums erneut veröffentlicht. Es enthält das zusätzliche Album Band on the Run (Undubbed), das Lieder des Albums in einer Rohfassung ohne Orchestrierung und weitere Overdubs beinhaltet, so auch Band on the Run.[15]
- Band on the Run erschien am 27. November 1978 auf dem Kompilationsalbum, Wings Greatest, am 2. November 1987 auf All the Best!, am 7. Mai 2001 auf Wingspan: Hits and History und am 10. Juni 2016 auf Pure McCartney.
- Liveversionen von Band on the Run erschienen auf den Alben Wings over America (1976), Tripping the Live Fantastic (1990), Back in the U.S. (2002), Back in the World (2003) und Good Evening New York City (2009).
- Am 2. Dezember 2022 wurde die Singlebox The 7″ Singles Box veröffentlicht, die auch Band on the Run enthält.
- Am 14. Juni 2024 erschien das Wings-Album One Hand Clapping, es enthält Aufnahmen aus dem August 1974, so auch Band on the Run.

## Coverversionen
Es gibt über 45 Coverversionen von Band on the Run. Es hat unter anderen Richie Havens, Denny Laine und die Black Dyke Mills Band das Lied interpretiert.